# Церковь Имени Марии
Церковь Имени Марии — католический храм в городе Нови-Сад, Сербия, построенный в 1894 году и расположена в центре города на площади Свободы. В настоящее время церковь действует, ведутся богослужения.

## История храма
В 1742 году в Нови-Саде была возведена первая римско-католическая церковь. Она представляла собой небольшое церковное здание. В 1848 году, во время венгерской революции, церковь была разрушена. Католики выступили с инициативой о строительстве новой церкви, которая должна была стать архитектурным достоянием города Нови-Сад.
В 1891 году начались строительные работы по возведению нового объекта. За основу был взят план архитектора Георга Мольнара. Управление строительством осуществляли Стефан Гусек и Карл Лерер. В 1894 году церковь была построена.

## Архитектура и особенности здания
Церковь имеет следующие габариты: 52 метра в длину, 25 метров в ширину и 22 метра в высоту. Высота колокольни составляет 72 метра, в самой церкви обустроены четыре алтаря. Главный алтарь посвящен Богородице Марии, её изображение украшают венгерские короли Стефан и Ласло. Слева от главного алтаря находится алтарь Воскресения Христова с фигурами апостолов Петра и Павла. Третий алтарь посвящен святому Флориану, покровителю пожарных. Четвёртый алтарь посвящен гробнице Христа и украшен фигурами ангелов. Фасад выполнен из жёлтого кирпича, а сама церковь, а также внутренняя резьба выполнены в неоготическом стиле. Окна украшены чештанскими витражами, а керамика покрывает конструкцию крыши.
В церкви также находится механический орган с 24 регистрами, а также исповедальня и мраморный баптистерий. Двадцать витражей, изготовленных в Будапеште, украшают внутреннее убранство и изображают Святых и Отцов Церкви.
В 1904 году церковь подверглась пожару, после чего были проведены реставрационные работы.
Иногда по ошибке церковь называют собором, однако такое утверждение неверно, так как штаб-квартира епископа находится в Суботице.